# Panther Motor Car Company
Panther Motor Car Company, vorher Panther Car Company Inc., war ein US-amerikanischer Hersteller von Automobilen.

## Unternehmensgeschichte
Panther Car Company Inc. wurde 1909, möglicherweise auch eher, gegründet. Der Sitz war in Boston in Massachusetts. Im März 1909 wurde ein Fahrzeug auf der Boston Automobile Show präsentiert. Der Markenname lautete Panther. Im April 1909 erfolgte die Umfirmierung in Panther Motor Car Company. Im gleichen Jahr endete die Produktion. Die Produktion blieb gering.

## Fahrzeuge
Das einzige Modell war ein sehr leichtes Fahrzeug. Das Leergewicht war mit 300 Pounds (etwa 136 kg) angegeben. Ein Einzylindermotor mit 7 PS Leistung war vorne im Fahrzeug montiert. Die Motorleistung wurde ohne Getriebe über eine Mehrscheibenkupplung nahe dem Schwungrad zum Differentialgetriebe an der Hinterachse übertragen. Der offene Runabout bot Platz für zwei Personen. Die Höchstgeschwindigkeit war mit 64 km/h in der Ebene angegeben.